# Шостаків
Шостаків —  село в Україні, в Рівненському районі Рівненської області. Населення становить 126 осіб. Належить до Дядьковицької сільської ради. 

## Історія
Дещо на південь від Пересопниці зародилось село Шостаків, яке під кінець XIX століття було розформоване в околишні хуторянські садиби під іменем Шостаків Перший, або Український. Зараз тут поле й декілька хуторянських дворів. На рубежі 1860-1870 рр. південно-західну околицю Шостакова при лівому березі Омелянки заселяють чеські колоністи, формуючи таким чином Шостаків Другий, або Чеський. Коли в 1947 році чехи і словаки виїхали на батьківщину, їх місце зайняли українці з Польщі та околишні поселяни, особливо хуторянці з Шостакова Першого. За довідником 1965 року, Шостаків Другий приєднано до сусіднього Милостова, а Шостаків Перший, до Макотерт. Мимо того, Шостаків Другий має подобу окремого поселення, яке інтенсивно розбудовується, формуючи свою інфраструктуру. За станом 1993 року в селі нараховували понад 70 дворів, 240 мешканців. Найдавнішу згадку Шостаків має з 1577 року. Тоді він належав до Клеванського замку як власність Іванової Чарторийської, яка платила від нього за 3 «дими» і 2 городи. У 1583 році Юрій Чарторийський платить від «Шостакова» за 4 «дими» і 3 городи. Тоді ж «в селе Шостакове» нараховували 37 дворів. За актом 1595 року, Юрій Чарторийський відписує Пересопницькому монастирю ряд сіл, у число яких попадає і Шостаків. При описі границь їх маєтностей читаємо: «тою дорогою, пускаючи кгрунтьі макотертские влево, а вправо пересопницкий, и на долине, пустивши тую дорогу влево до Макотерт, вправо через гору ку Шостакову едучи». Далі є і такі рядки: «од Шостаковского кгрунту, в Шостакове, под млином шостаковским... до дороги з Верховска из Макотерт... з Шостакова до Милостова к ставу Новоставскому». У 1605 році «Шестаков» як «деревня» - єпархіально приналежна до Пересопниці, звільнюється від в’їзного мита, проте зобов’язується сплачувати додаткові повинності за ставки, смолярню, млин, круподерню. Напередодні Визвольної війни 1651 року «в Шостакове» був повстанський загін селян, який діяв на рубежах Пересопниці й Макотерт. У донесенні возного за 1649 рік є згадка про сутичку «шостаковских крестьян» з частиною карального загону клеванської фортеці. З поземельних актів кінця XVIII ст. випливає, що в «селе Шестакове» були церковніземлі Пересопниці («под цер. погостом 400 саж., под кладбищем 280 саж., под огород. 1 дес. 720 саж., пахатн. 12 дес. 1,959 саж...»). За даними 1889 року, «Шестаковка» як «деревня» у двох верстах від Пересопниці налічувала 49 дворів, 280 жителів. На карті 1914 року поселення виступає під назвою «Шестаково». Починаючи з 1925 року, наступає утверджування форми «Шостаков», «Шостаково». Довідник за 1917 рік фіксує два наймення сіл - Шостаків Перший і Шостаків Другий. Назва Шостаків символізує порядковий ряд народжень, за що промовляє однозвучне слово, де значення «один з шести рідних братів». Шостак виводять з німецького зехсер - «дрібна монета». У Шостакові Першому (Українському) вдалося записати кілька названихмісць: За курган - «нива за курганом»; Гунище - «орне поле з глибоким яром, де ніби гарцювали гуні - малі глухарі»; Крейдище - «орний ґрунт із залежами крейди»; Загребля - «сінокіс, пасовисько в околиці греблі, спорудженої для водяного млина»; Панське поле - «велика нива, яка належала панові»; Буслівка - «невелике поле в околиці вапельні, де, кажуть, злітались бусли»; Біля терника - «культивовані яристі ґрунти при смугах тернових кущів»; Вузькі - «колишні земельні наділи формою вузьких полос»; Діброва - «велике горбисте поле на місці колишнього дубового лісу»; Помірки - «додаткові наділи землі на межі володінь Макотерт»; Ферма - «взгір’я, на якому розміщені корівники». У Шостакові Другому (Чеському) із-за бувшої колоніальноїосілості виявлено лише поодинокі новіші наймення мікрооб’єктів, як: Болоння - «надрічковий луг»; Заровеччя - «пасовисько за ровами»; Коло греблі - «сінокіс в околиці бувшої греблі водяного млина»; Підгайне - «поле неподалік гаю»; Мочари - «осушена драговина»; За мостом - «поле на місці лугу біля моста». 

## Легенда про походження назви села Шостаків
Якось восени з Пересопниці, яка тоді була столичним містом, вийшли княжі мисливці на полювання. Прямуючи на південь через гущавину заростів, підійшли до надгірної діброви, підготували зброю і розійшлись. Пройшло немало часу, як з різних боків лісу почали виходити звіролови, обвішані своїми здобутками. Перші два несли попелясту козулю. За ними три пари рук тримали на дрючку дебелого кабанця. Коли зійшлись, стали визирати останнього. Але він чомусь не появлявся. Зажурились мисливці, погукали, і тільки-но знялись іти на пошуки, як з-під крислатого дуба виринув чорновусий юнак, окутаний з усіх боків куцохвостими. Це був він, якого за те, що зловив шість зайців, прозвали Шестаком, а місце, де в засідці були спіймані зайці, стали потім називати Шестаків улов. А коли тут зародилось село, то його назвали іменем урочища Шестаків. За іншою легендою Шостаків заснував знатний воєвода Шестак для своїх підданих, яких переселено з Милостова. Вони повинні були корчувати зруб для нових посівних ґрунтів.

## Географія
Селом протікає річка Устя.